# Districtele Bhutanului

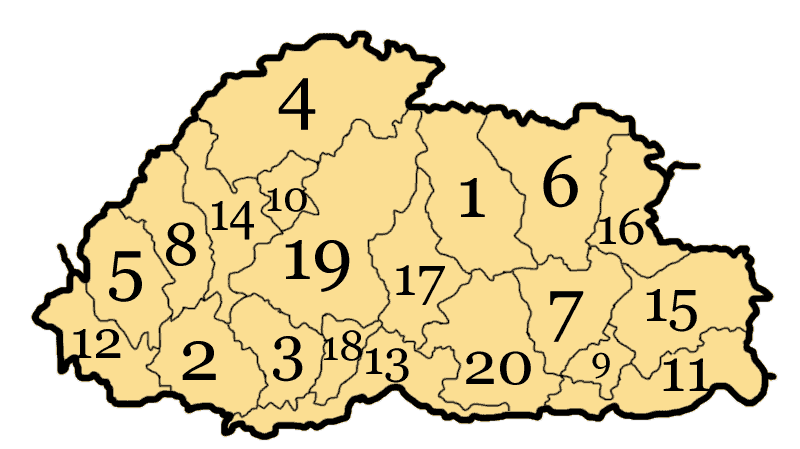
Districtele Bhutanului

Bhutan este divizat în 20 de districte și în 198 municipii.
| Districtul                         | Suprafața() | Populație (rec. 2005) | Municipii | Reședința                 |
| ---------------------------------- | ----------- | --------------------- | --------- | ------------------------- |
| Bumthang                           | 2.831 km 2  | 16.116                | 4         | Jakar                     |
| Chukha                             | 1.791 km 2  | 74.387                | 11        | Chukha                    |
| Dagana (Daga)                      | 1.387 km 2  | 18.222                | 11        | Dagana (Daga)             |
| Gasa                               | 4.561 km 2  | 3.116                 | 4         | Gasa                      |
| Haa                                | 1.746 km 2  | 11.648                | 5         | Ha (Haa)                  |
| Lhuntse (Lhuntsi)                  | 3.022 km 2  | 15.395                | 8         | Lhuntse                   |
| Mongar                             | 1.946 km 2  | 37.069                | 16        | Mongar                    |
| Paro                               | 1.310 km 2  | 36.433                | 10        | Paro                      |
| Pemagatshel (Pemgatsel)            | 518 km 2    | 13.864                | 7         | Pemagatsel (Pemgatshel)   |
| Punakha                            | 977 km 2    | 17.715                | 9         | Punakha                   |
| Samdrup Jongkhar                   | 2.312 km 2  | 39.961                | 9         | Samdrup Jongkhar          |
| Samtse (Samchi)                    | 2.140 km 2  | 172.109               | 16        | Samtse (Samchi)           |
| Sarpang (Geylegphug)               | 2.632 km 2  | 41.549                | 14        | Sarpang (Geylegphug)      |
| Thimphu                            | 2.067 km 2  | 98.676                | 10        | Thimpu                    |
| Trashigang (Tashigang)             | 2.316 km 2  | 51.134                | 16        | Trashigang (Tashigang)    |
| Trashiyangste (Tashi Yangtze)      | 1.643 km 2  | 17.740                | 8         | Tashi Yangtze (Yangtze)   |
| Trongsa (Tongsa)                   | 1.807 km 2  | 13.419                | 5         | Trongsa (Tongsa)          |
| Tsirang                            | 641 km 2    | 18.667                | 12        | Damphu                    |
| Wangdue Phodrang (Wangdi Phodrang) | 4.046 km 2  | 31.135                | 15        | Wangdi Phodrang (Wangdue) |
| Zhemgang                           | 2.035 km 2  | 18.636                | 8         | Zhemgang                  |